# Rio-Cidade

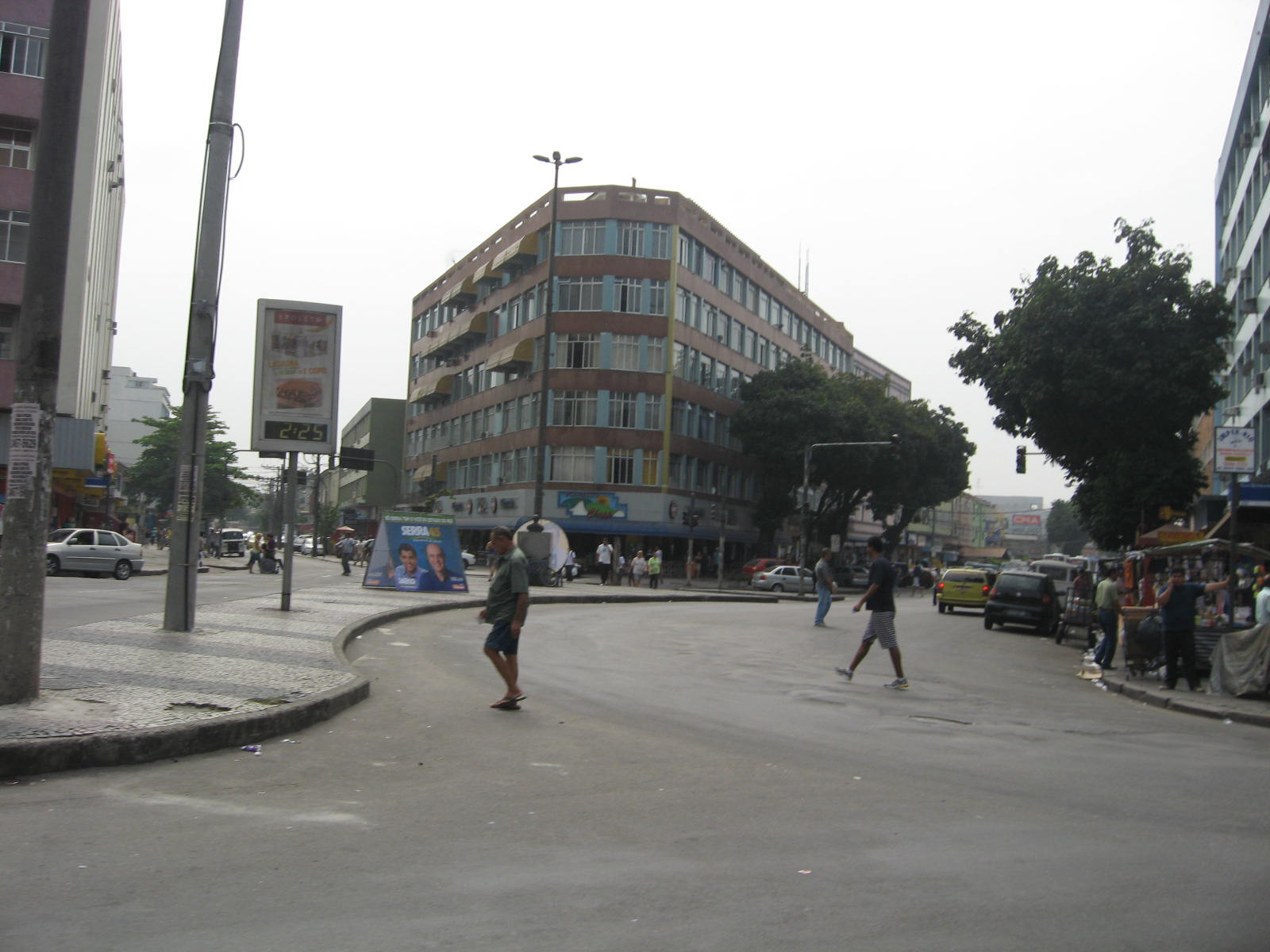
Trecho de Bonsucesso modificado pelo Rio-Cidade.

Rio-Cidade foi um programa de urbanismo do Rio de Janeiro. Teve início na primeira gestão de Cesar Maia na prefeitura (1993-1996) e teve continuidade na administração seguinte de Luiz Paulo Conde (1997-2000). Destacou-se por atingir, quase simultâneamente 27 bairros da cidade, dividindo opiniões entre a população carioca. As obras causaram grandes transtornos no trânsito e na rotina dos moradores. Um amontoado de tapumes e tratores invadiam as ruas, obrigando os pedestres a fazerem verdadeiros malabarismos e os motoristas a terem bastante paciência ao volante por conta dos congestionamentos ocorridos com os desvios e os estreitamentos das pistas.

## Obras
O Rio-Cidade consistiu em diversas intervenções urbanas nas vias mais importantes dos principais bairros cariocas. Foram realizadas obras de redimensionamento do sistema de escoamento das águas pluviais, de construção de galerias subterrâneas para a passagem de fios e cabos de telefone e energia elétrica, além da reforma de calçadas, retirada e substituição de postes, modernização da sinalização horizontal e vertical, plantio e replantio de árvores, renovação do piso asfáltico e de iluminação, remodelamento do mobiliário urbano de praças e calçadões.
Receberam as intervenções do projeto os bairros nobres de Botafogo, Catete, Copacabana, Flamengo, Freguesia de Jacarepaguá, Grajaú, Ipanema, Leblon e Tijuca. E ainda bairros da classe média, tradicionais e de forte comércio popular; Bangu, Bonsucesso, Campo Grande, Centro, Cocotá, Lapa, Madureira, Marechal Hermes, Méier, Pechincha, Penha, Portuguesa, Realengo, Rocha Miranda, Santa Cruz, Saúde, Taquara e Vila Isabel.
A construção de alguns monumentos também geraram polêmicas como o obelisco de vidro na Ilha do Governador e o pórtico e os postes inclinados em Ipanema. Setores da sociedade e da oposição questionavam a necessidade das obras, acusando Cesar Maia de usar material de qualidade duvidosa e de favorecer uma determinada empresa de TV a cabo que, segundo os críticos, teria interesse em se aproveitar das obras para embutir seu emaranhado de fios e cabos juntamente com os das concessionárias de serviço público. Nenhuma suspeita de favorecimento foi comprovada.
Conde foi um dos responsáveis pela elaboração e condução do projeto quando ocupou a secretaria municipal de urbanismo. As intervenções contribuíram para a mudança visual destes bairros, que ganharam um novo aspecto. Porém, com o decorrer do tempo, a falta de manutenção somado ao vandalismo contribuíram para a descaracterização do projeto. O Rio-Cidade foi um dos carros-chefes que ajudaram Conde a se eleger prefeito em 1996.